# Antoni Deryng
Antoni Radosław Deryng (ur. 13 sierpnia 1901 we Lwowie, zm. 3 sierpnia 1978 w Madrycie) – polski prawnik, specjalista prawa międzynarodowego, docent na Wydziale Prawa Uniwersytetu Jana Kazimierza we Lwowie, profesor na Wydziale Prawa i Nauk Społeczno-Ekonomicznych Katolickiego Uniwersytetu Lubelskiego, poseł na Sejm RP V kadencji (1938–39).

## Życiorys
Był synem Władysława Derynga (inżynier) i Lucyny z domu Korsak. Ukończył VIII Gimnazjum we Lwowie. W czasie wojny polsko-bolszewickiej 1920 wstąpił ochotniczo do Wojska Polskiego, służył w 240. pułku piechoty Armii Ochotniczej. W 1924 ukończył studia na Wydziale Prawa Uniwersytetu Jana Kazimierza we Lwowie, uzyskując tytuł magistra praw, następnie odbył studia uzupełniające na Akademii Prawa Międzynarodowego w Hadze. W czasie studiów we Lwowie przewodniczący w różnych stowarzyszeniach akademickich. W roku akademickim 1922/1923 był prezesem Czytelni Akademickiej najbardziej prestiżowej organizacji studenckiej w UJK. Należał do Bratniej Pomocy, Sekcji Akademickiej Stowarzyszenia Samopomocy Społecznej, Lwowskiego Komitetu akademickiego oraz był założycielem Korporacji Akademickiej "Leopolia" (początkowo nosiła nazwę "Roxolania"). Działał w Związku Akademickim „Młodzież Wszechpolska” od lutego 1922 do listopada 1923 był sekretarzem lwowskiego koła NZMA/MW, następnie do 1925 zasiadał w Sądzie Koleżeńskim koła. Podczas II Zjazdu MW (23-24 kwietnia 1923) został wybrany na sekretarza generalnego (ogólnopolskiego) ZA MW, funkcję pełnił do kolejnego zjazdu MW (22-24 listopada 1925). Jako doktorant w III 1925 został: przewodniczącym Akademickiego Koła dla spraw Ligi Narodów we Lwowie oraz założycielem i pierwszym prezesem opanowanego przez lwowskich wszechpolaków Akademickiego Związku Pacyfistów. Należał do wielu prestiżowych krajowych organizacji naukowych: Towarzystwa Nauk we Lwowie, Towarzystwa Prawniczego we Lwowie, Centralnego Komitetu Instytutu Nauk Politycznych w Warszawie, Związku Stowarzyszeń Asystentów Wyższych Uczelni RP (1927-1928 prezes), sekretarzem generalnym Polskiego Instytutu Prawa Publicznego w Poznaniu, Stowarzyszenia do spraw Ligi Narodów oraz międzynarodowych: The Hague Academy of International Law, The International Law Association w Londynie, korespondent Instituto di studi legislativi w Rzymie. Odbył liczne wyjazdy naukowe do Wiednia, Paryża, Genewy, Rzymu, Hagi, Bratysławy.
W 1928 obronił doktorat, a w 1933 uzyskał habilitację na Wydziale Prawa UJK we Lwowie. W latach 1924–28 starszy asystent na Wydziale Prawa UJK, od 1933 docent na Wydziale Prawa UJK.
W 1927 delegat Akademickiego Komitetu Narodowego na Kongres Międzynarodowej Federacji Studentów w Rzymie, 1927–28 prezes Związku Stowarzyszeń Asystentów Wyższych Uczelni RP, sekretarz Stowarzyszenia dla Spraw Ligi Narodów oraz członek zarządu Polskiego Towarzystwa Prawniczego i członek korespondent Towarzystwa Naukowego we Lwowie.
Od 1928 pracownik Katolickiego Uniwersytetu Lubelskiego – wykładowca prawa państwowego, zastępca profesora i kierownik Katedry Prawa, 1932–33 kurator Bratniej Pomocy i Domu Akademickiego, od 1935 profesor nadzwyczajny, od 1936 prodziekan, od 1937 dziekan Wydziału Prawa i Nauk Społeczno-Ekonomicznych KUL.
Był organizatorem lubelskich struktur Związku Młodych Narodowców. Należał do Klubu 11 Listopada, zostajac prezesem Klubu w Lublinie i członkiem Zarządu Głównego. Od 1937 w kierownictwie Okręgu Lubelskiego Obozu Zjednoczenia Narodowego. Poseł na Sejm V kadencji 1938–39. Wiceprezes Sądu Marszałkowskiego. Członek komisji: inwestycyjnej, oświatowej, prawniczej (jako zastępca przewodniczącego), regulaminowej, zmiany ordynacji wyborczej, kontroli długów państwa. Członek Koła Parlamentarnego Obozu Zjednoczenia Narodowego w 1938 roku.
Po agresji III Rzeszy i ZSRR na Polskę we wrześniu 1939 znalazł się na uchodźstwie. W 1939 podjął pracę na Uniwersytecie we Fryburgu w Szwajcarii. Po internowaniu w tym kraju w 1940 polskich żołnierzy z 2 Dywizji Strzelców Pieszych wspólnie z prof. Adamem Vetulanim organizował dla nich uniwersyteckie studia prawnicze
Po wojnie był wykładowcą uniwersytetu w Madrycie (1949–1965) oraz na Polskim Uniwersytecie na Obczyźnie. Był prezesem Stowarzyszenia Polskich Kombatantów w Hiszpanii.
Członek wielu polskich towarzystw naukowych i organizacji społecznych, m.in. sekretarz generalny Polskiego Instytutu Prawa Publicznego w Poznaniu. Członek założyciel Polskiego Towarzystwa Naukowego na Obczyźnie.
Jego żoną była Lucyna z domu Piwowarska, mieli syna.

## Wybrane prace
- Protokół genewski w sprawie pokojowego załatwiania sporów międzynarodowych w: Przegląd Prawa i Administracji, Lwów 1925
- Międzynarodowe zobowiązania Polski w zakresie szkolnictwa mniejszości narodowościowych, Lwów 1927
- Kompetencja wyrokowania Stałego Trybunału Sprawiedliwości Międzynarodowej, Lwów 1930, Seminarjum Prawa Politycznego i Prawa Narodów,
- Główne tendencje rozwojowe prawa narodów w świetle orzecznictwa Stałego Trybunału Sprawiedliwości Międzynarodowej, Lwów 1932
- Kościół a zagadnienia pokoju, Lublin 1934
- Akty rządowe głowy państwa: rozważania ustrojowe, Lwów 1934, wyd. Towarzystwo Naukowe we Lwowie
- Les pactes de non-agression et le pacte de la Société des Nations: (mémoire présenté par le Comité Central des Institutions Polonaises des Sciences Politiques a la 8-e Conférence des Hautes Etudes Internationales a Londres, 3-8 juin 1935), Lwów 1935
- Zagadnienie podziału funkcji władzy państwowej, Warszawa 1936
- Zasady nowej ordynacji wyborczej do Sejmu i Senatu w: Ruch Prawniczy, Ekonomiczny i Socjologiczny, Poznań 1936
- Faszyzm a ustrój Włoch współczesnych, Lublin 1937
- Le probleme de l'équilibre entre le pouvoir législatif et le pouvoir exécutif et la nouvelle Constitution Polonaise, Varsovie 1937
- Siły zbrojne w organizacji państwa, Warszawa 1938
- La politique économique de la Pologne et le probleme de la paix, Varsovie 1938, Comité Central des Institutions Polonaises des Sciences Politiques,
- Problem zmiany ordynacji wyborczej w: Ruch Prawniczy, Ekonomiczny i Socjologiczny z. 1, 1939., Poznań 1939
- Prawo polityczne, Fribourg 1943
- Norma prawa politycznego, Londyn 1953 Szkoła Nauk Politycznych i Społecznych.
- Ogólna teoria państwa, Londyn 1954, Szkoła Nauk Politycznych i Społecznych.

## Ordery i odznaczenia
- Krzyż Srebrny Orderu Virtuti Militari
- Krzyż Komandorski Orderu Odrodzenia Polski – pośmiertnie (16 stycznia 1979)[5]